# Złotoryja (gemeente)
De gemeente Złotoryja is een landgemeente in het Poolse woiwodschap Neder-Silezië, in powiat Złotoryjski.
De zetel van de gemeente is in Złotoryja.
Op 30 juni 2004 telde de gemeente 7037 inwoners.

## Oppervlakte gegevens
In 2002 bedroeg de totale oppervlakte van gemeente Złotoryja 145,07 km², waarvan:
- agrarisch gebied: 77%
- bossen: 14%

De gemeente beslaat 25,21% van de totale oppervlakte van de powiat.

## Demografie
Stand op 30 juni 2004:
| Omschrijving                   | Totaal | Totaal | Vrouwen | Vrouwen | Mannen | Mannen |
| ------------------------------ | ------ | ------ | ------- | ------- | ------ | ------ |
| eenheid                        | aantal | %      | aantal  | %       | aantal | %      |
| inwoners                       | 7037   | 100    | 3555    | 50,5    | 3482   | 49,5   |
| bevolkingsdichtheid (inw./km²) | 48,5   | 48,5   | 24,5    | 24,5    | 24     | 24     |

In 2002 bedroeg het gemiddelde inkomen per inwoner 1595,92 zł.

## Administratieve plaatsen (sołectwo)
Brennik (Prinsnig), Ernestynów, Gierałtowiec (Giersdorf), Jerzmanice-Zdrój (Bad Hermsdorf an der Katzbach), Kopacz, Kozów (Kosendau), Leszczyna (Haasel), Lubiatów (Lobendau), Łaźniki (Laasnig), Nowa Wieś Złotoryjska (Neudorf am Rennwege), Podolany, Prusice (Prausnitz), Pyskowice, Rokitnica (Röchlitz), Rzymówka, Sępów, Wilków (Wolfsdorf), Wyskok, Wysocko.
Zonder de status sołectwo : Nowa Ziemia

## Aangrenzende gemeenten
Chojnów, Krotoszyce, Męcinka, Miłkowice, Pielgrzymka, Świerzawa, Zagrodno, Złotoryja